# Miziowa-Hütte
Die Miziowa-Hütte (pl. Schronisko PTTK na Hali Miziowej) liegt auf einer Höhe von 1274 Metern Höhe in Polen in den Saybuscher Beskiden am Nordhang des Pilsko. Das Gebiet gehört zur Gemeinde Korbielów. Die Hütte ist nach der Alm Hala Miziowa bekannt.

## Geschichte
Die erste Hütte wurde 1906 geplant, der Erste Weltkrieg machte jedoch die Pläne zunächst zunichte. Schließlich wurde sie 1930 von der Polnischen Tatra-Gesellschaft mit Unterstützung von Karl Stephan Habsburgs für 125 Gäste eröffnet. Während des Zweiten Weltkriegs wurde die Hütte vom Beskidenverein übernommen. 1953 brannte die Hütte ab. Sie wurde in 1971 wieder als Berghütte eröffnet. Nach langjährigen Umbauarbeiten wurde eine neue Hütte 2003 eröffnet. 2018 brannte die alte Hütte endgültig ab. Die Hütte steht im Eigentum des PTTK. Im Gebäude befindet sich auch eine Bergwachtstation. In der Nähe befinden sich Skilifte. Die Hütte liegt am Beskidenhauptwanderweg.

## Touren
Gipfel in der näheren Umgebung der Hütte sind:
- Pilsko (1557 m)
- Góra Pięciu Kopców (1534 m)